# Јужни Судан на Светском првенству у атлетици на отвореном 2022.
Јужни Судан је учествовао на 18. Светском првенству у атлетици на отвореном 2022. одржаном у Јуџину  од 15. до 25. јула трећи пут. Репрезентацију Јужног Судана представљао је 1 атлетичар који се такмичио у трци на 1.500 метара.,
На овом првенству такмичар Јужног Судана није освојио ниједну медаљу нити је остварио неки резултат.

## Учесници
Мушкарци:
- Абрахам Гем — 1.500 метара

## Резултати

### Мушкарци
| Атлетичар   | Дисциплина | Лични рекорд | Квалификације | Квалификације | Полуфинале           | Полуфинале           | Финале               | Финале       | Детаљи |
| Атлетичар   | Дисциплина | Лични рекорд | Резултат      | Место         | Резултат             | Место                | Резултат             | Место        | Детаљи |
| ----------- | ---------- | ------------ | ------------- | ------------- | -------------------- | -------------------- | -------------------- | ------------ | ------ |
| Абрахам Гем | 1.500 м    | 3:40,70      | 3:43,47       | 14. у гр. 1   | Није се квалификовао | Није се квалификовао | Није се квалификовао | 41 / 41 (42) |        |